# Zvi Zamir
Zvi Zamir, nato Zvicka Zarzevsky (in ebraico צבי זמיר; Łódź, 3 marzo 1925 – Tel Aviv, 2 gennaio 2024), è stato un generale e agente segreto israeliano.
Fu il 4º direttore del Mossad.

## Biografia
Nato in Polonia nel 1925, quando aveva sette mesi si trasferì con la famiglia nella Palestina mandataria.
Cominciò la carriera militare a soli 18 anni, appena dopo la creazione dello Stato di Israele, arruolandosi come soldato nell'unità d'élite Palmach della Haganah. Durante la guerra arabo-israeliana del 1948 Zamir militava nelle neonate Forze di Difesa Israeliane (IDF). Dopo la guerra continuò l'ascesa nelle gerarchie militari (nel 1951 era a capo della Brigata Giv'ati), fino ad assumere il ruolo di comandante del comando meridionale. La sua carriera nell'IDF terminò nel 1966, quando egli fu nominato direttore del Mossad, il servizio segreto israeliano, dal primo ministro Levi Eshkol.
Nel Mossad, Zamir prese parte all'operazione Collera di Dio, la risposta israeliana al massacro di Monaco del 1972. Zamir si era mostrato molto critico nei confronti del tentativo tedesco di liberare gli ostaggi, conclusosi con la morte degli atleti israeliani. Si occupò inoltre della preparazione e delle conseguenze della guerra del Kippur del 1973.
Morì a Tel Aviv il 2 gennaio 2024 all'età di 98 anni.

## Nella cultura di massa
- Nel film Munich il ruolo di Zamir è interpretato dall'attore Ami Weinberg.